# Manuel Duran Clemente

Manuel Duran Clemente, 1975

Manuel Duran Clemente CvA • GOL (nascido em Almada, 28 de junho de 1942) é um militar português. Como membro do Movimento das Forças Armadas, foi um dos organizadores da Revolução dos Cravos. No ocaso do Processo Revolucionário Em Curso, estaria envolvido no 25 de Novembro de 1975 do lado dos "gonçalvistas" e "otelistas". Posteriormente seria deputado à Assembleia da República eleito pelo PCP na XVI legislatura e autarca em Lisboa. 

## Biografia
No prefácio da autobiografia de Duran Clemente, Carlos de Matos Gomes, citando A Teoria do Romance de Lukács, classifica-o de "herói-problemático, aquele que se encontra em rutura com o mundo devido à degradação dos valores que considerava autênticos e justos numa sociedade de conformismo."

### Juventude
Nasceu em 1942 em Almada, mas viverá a sua infância inicialmente na Beira interior, no Fundão, Penamacor.
Filho de militar, estudou no Instituto dos Pupilos do Exército (1953-1961), em Lisboa.

### Carreira militar e preparação do 25 de Abril de 1974
Esteve na vigília da Capela do Rato e no congresso da Oposição de 1973 em Aveiro. Mobilizado para a Guiné, estará no epicentro da mobilização dos capitães e eventualmente da preparação da revolução dos cravos. Como tal foi um dos entrevistados pela série documental A conspiração de António-Pedro de Vasconcelos. 

### 25 de Novembro de 1975
Será um dos protagonistas de uma das fações no 25 de Novembro de 1975, altura em que era segundo-comandante da Escola Prática de Administração Militar. A sua cara ficará então conhecida ao ser entrevistado por António Santos, aquando da ocupação da RTP. Dada a similitude providenciada pela barba, será comparado a Che Guevara ou Jesus. As visões contraditórias sobre a data refletem-se nos diferentes títulos: "Como caiu numa esparrela no 25 de Novembro" (António Louçã e António Nabo, RTP) ou "o amargo da derrota" (António Araújo, DN). No seguimento da vitória do outro lado, irá para Angola para evitar represálias, mas voltará em 1976.

### Participação Cívica pós-1976
Foi deputado à Assembleia da República eleito pelo PCP na XVI legislatura pelo círculo de Setúbal, ao substituir Otávio Teixeira em 2001.
Foi autarca em Lisboa no virar do século e desempenhou várias comissões de assessor e gestor.
Continuou a militar ativamente em causas cívicas e fundador de associações, como:
- Associação de Amigos Portugal-Guiné/Bissau;
- Associação 25 de Abril
- "Não Apaguem a Memória"
- Conselho para a Paz e Cooperação

Foi ainda colaborador de periódicos como: Seara Nova, Jornal do Fundão, Extra.

## Condecorações e distinções
- Conduta militar: Grau de Cavaleiro da Ordem de Avis (1971, ainda no Estado Novo)
- Militar de Abril: Grande Oficial da Ordem da Liberdade (2021)[4]

## Obras
Manuel Duran Clemente (1975) Elementos para a Compreensão do 25 de Novembro.
Manuel Duran Clemente (2023) Afecto e Consciência. MoDocromia.
Manuel Duran Clemente (2024) Crónicas de um insubmisso. MoDocromia.
Manuel Duran Clemente (2025) O 25 de Abril que Novembro Traiu. MoDocromia.